# Welthauptstadt Germania

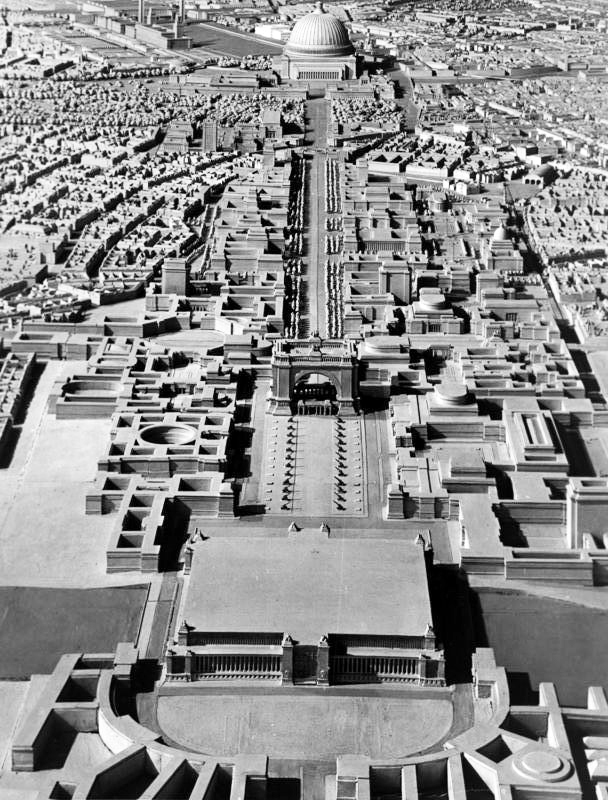
Modelo do plano de Adolf Hitler para Berlim formulado sob a direção de Albert Speer, voltado para o norte, em direção ao Grande Salão, na parte superior da moldura

Welthauptstadt Germania (Germânia, a Capital do Mundo) foi um plano que nunca chegou a ser construído de Adolf Hitler para a demolição e reconstrução da capital alemã após a vitória da Alemanha Nazista na Segunda Guerra Mundial. O arquiteto proposto para esta nova cidade foi Albert Speer, que produziu muitos planos para a reconstrução da cidade, porém apenas uma pequena porção de edifícios foi construída antes do final da Segunda Guerra Mundial. O termo "Welthauptstadt Germania" provém da autobiografia de Albert Speer.
A arquitetura de Berlim naquela época era, para Hitler, muito provinciana, e ele dizia que iria demolir a cidade antiga e reconstruir a cidade de forma muito diferente, tornando a capital da Alemanha a cidade mais importante do mundo e também a maior, superando outras capitais mundiais, como Londres, Paris, Nova York,  Washington, D.C. e Roma.
Muitos prédios históricos e antigos de Berlim seriam demolidos, com exceção do Portão de Brandemburgo, símbolo da divisão e unificação da Alemanha.

## Os projetos da cidade
O primeiro passo para efetuar estes planos foi o Estádio Olímpico de 1936. Este estádio seria o maior do mundo por muito tempo (até a inauguração do Estádio do Maracanã, em 1950) e ainda hoje está entre os maiores do mundo. Um estádio muito maior com capacidade de exploração para 400.000 espectadores foi planejado, mas apenas foram feitas escavações e o projeto foi abandonado. 
Speer desenhou uma nova Chancelaria para Hitler. Também desenhou uma outra chancelaria que incluía uma grande sala destinada a ser duas vezes maior que sala dos espelhos do Palácio de Versalhes. Hitler queria a construção de uma terceira Chancelaria ainda maior, ainda que nunca foi iniciada. A segunda Chancelaria foi destruída pelo exército soviético em 1945.
Estava proposta uma avenida inspirada na Champs-Élysées, em Paris, numa extensão de 5 km, excedendo as dimensões da célebre avenida parisiense. Ela ligaria os terminais ferroviários norte e sul, percorreria grandiosos palácios nazistas, enormes hotéis, grandes lojas de departamentos, grandiosos cinemas e edifícios colossais de ministérios governamentais. No fim de tal avenida estava também proposto um palácio com uma cúpula inspirada na Basílica de São Pedro, no Vaticano, excedendo os 300 metros de altura. Em outro ponto estava proposto um arco do triunfo que tornaria insignificante o Arco do Triunfo de Napoleão, em Paris.
"Estes planos loucos dizem muito sobre o espírito da arquitetura nazi. Projetada na sua maioria numa escala gigantesca e num estilo neoclássico opressivo e despojado, livremente baseado no estilo do grande arquiteto prussiano Schinkel, o seu objetivo não era simplesmente impressionar, mas sim subjugar o espírito humano individual."  

## Planejamento

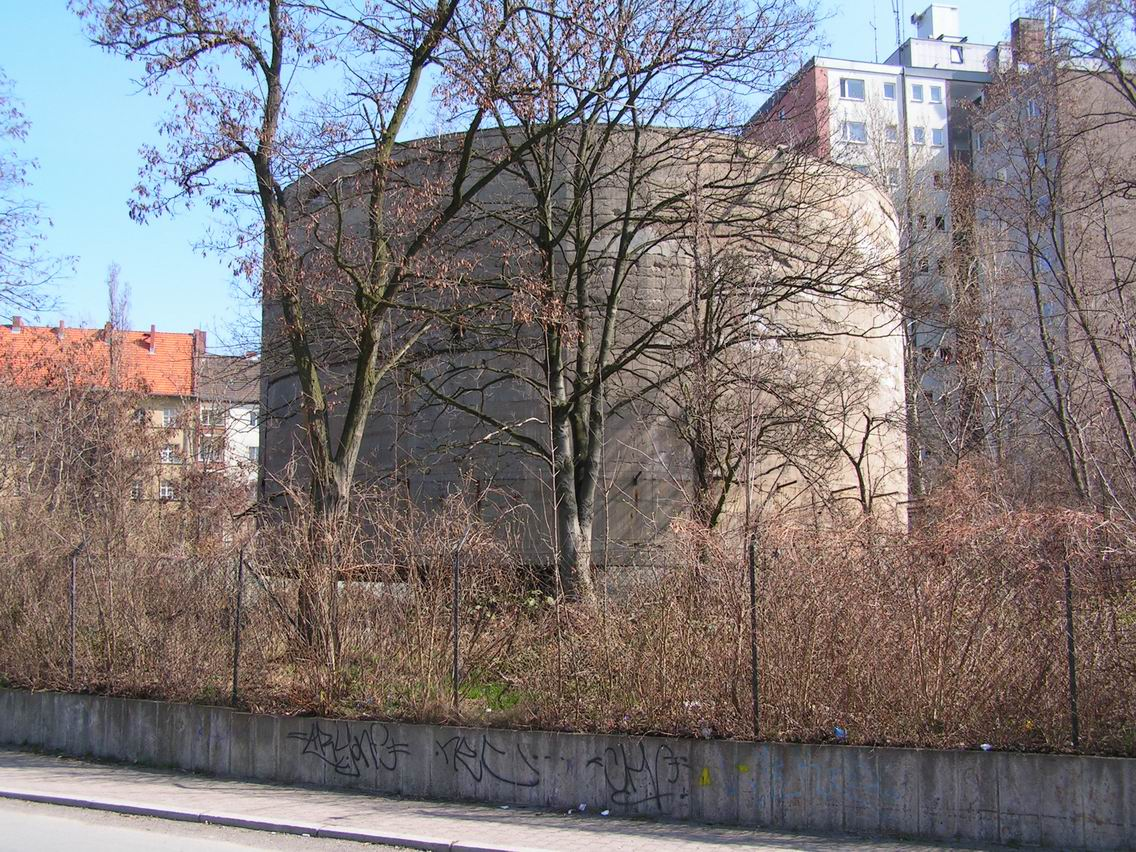
O Schwerbelastungskörper, cilindro de concreto armado para simular a pressão na terra de construções pesadas.

Havia dúvidas se o terreno pantanoso de Berlim poderia suportar a carga dos projetos propostos, o que levou à construção de um edifício de exploração (Schwerbelastungskörper) que ainda existe. É basicamente um grande bloco de concreto pesado utilizado pelos arquitetos para testar quanto peso o solo era capaz de suportar. Instrumentos monitoravam até que ponto o bloco afundava no solo. O Schwerbelastungskörper afundou 18 cm nos três anos de testes; uma profundidade máxima de 6 cm foi permitida. Utilizando os dados recolhidos por estes dispositivos gigantescos, é pouco provável que o solo poderia ter apoiado essas estruturas sem outros preparativos.

## Na cultura popular
O livro de história alternativa Fatherland (1992), de Robert Harris, visualiza uma Alemanha Nazi que venceu a Segunda Guerra Mundial e finalmente realiza a visão de Hitler e Speer de uma Berlim reconstruída e monumental por volta de 1964.